# Kabushiki Gaisha Majirumie
Công ty Ma pháp thiếu nữ Magilumiere (Nhật: 株式会社マジルミエ Hepburn: Kabushiki Gaisha Majirumie), hay còn được biết đến với tên tiếng Anh là Magilumiere Magical Girls Inc., đây là một bộ truyện tranh Nhật Bản do Sekka Iwata viết và được minh họa bởi Yu Aoki. Bộ truyện đã được đăng tải trên trang web và ứng dụng di động của Shōnen Jump+ từ tháng 10 năm 2021. Tính đến tháng 6 năm 2025, các chương truyện đã được Shueisha tổng hợp và phát hành với 17 tập tankōbon. Shueisha cũng phát hành phiên bản tiếng Anh trên trang web và ứng dụng Manga Plus.
Bộ anime chuyển thể từ truyện tranh do Moe và J.C.Staff sản xuất đã phát sóng từ tháng 10 đến tháng 12 năm 2024. Phần hai của bộ anime đã được công bố.

## Cốt truyện
Câu chuyện diễn ra trong một thế giới nơi ma pháp thiếu nữ là một nghề phổ biến, chuyên tiêu diệt những sinh vật bí ẩn được gọi là Kaii (怪異). Kana Sakuragi, một sinh viên mới tốt nghiệp đại học đang chật vật trong quá trình tìm việc, do một lần tình cờ tận dụng khả năng ghi nhớ xuất sắc của mình để giúp ma pháp thiếu nữ Hitomi Koshigaya tiêu diệt một Kaii trong tình huống khẩn cấp. Cảm thấy hạnh phúc vì cuối cùng cũng có ích, Sakuragi quyết định gia nhập Magilumiere, một công ty khởi nghiệp về ma pháp thiếu nữ nơi Koshigaya đang làm việc và sau đó cô đã trở thành ma pháp thiếu nữ thứ hai của công ty.

## Nhân vật
Kana Sakuragi (桜木 カナ Sakuragi Kana)
Lồng tiếng bởi: Fairouz Ai
Kana là một sinh viên mới tốt nghiệp đại học, cô được Magilumiere tuyển dụng sau khi cô giúp đỡ ma pháp thiếu nữ Hitomi Koshigaya. Cô có cho mình khả năng ghi nhớ xuất sắc.
Hitomi Koshigaya (越谷 仁美 Koshigaya Hitomi)
Lồng tiếng bởi: Yumiri Hanamori
Koshigaya là một ma pháp thiếu nữ làm việc tại Magilumiere. Cô là một thiên tài và luôn ủng hộ Kana hết mình.
Kouji Shigemoto (重本 浩司 Shigemoto Kōji)
Lồng tiếng bởi: Rikiya Koyama
Shigemoto là người sáng lập kiêm chủ tịch của Magilumiere. Ông đam mê ma pháp thiếu nữ đến mức thậm chí còn ăn mặc như một ma pháp thiếu nữ tại nơi làm việc.
Kaede Midorikawa (翠川 楓 Midorikawa Kaede)
Lồng tiếng bởi: Ryōta Ōsaka
Midorikawa là người đại diện liên quan đến việc tiếp thị và kinh doanh của Magilumiere.
Kazuo Nikoyama (二子山 和央 Nikoyama Kazuo)
Lồng tiếng bởi: Daiki Yamashita
Nikoyama là kỹ sư ma pháp của Magilumiere. Anh nghiêm túc với công việc đến mức đôi khi trở nên lơ đãng.
Mei Tsuchiba (土刃 メイ Tsuchiba Mei)
Lồng tiếng bởi: Chika Anzai
Tsuchiba là một ma pháp thiếu nữ làm việc tại AST. Cô có tính cách lạnh lùng và luôn ưu tiên tính hiệu quả để có thể hoàn thành nhiệm vụ hơn cả sự an toàn của bản thân.
Kei Koga (古賀 圭 Koga Kei)
Lồng tiếng bởi: Akira Ishida
Koga là người sáng lập kiêm chủ tịch của AST. Ông là người bạn cũ của Shigemoto.
Lily Aoi (葵 リリー Aoi Rirī)
Lồng tiếng bởi: Kaori Ishihara
Lily là một ma pháp thiếu nữ làm việc tại Miyakodo. Cô là một người phụ nữ dịu dàng và còn được biết đến với vẻ đẹp và sự thanh lịch của mình.
Miyako Asō (麻生 美弥子 Asō Miyako)
Lồng tiếng bởi: Kikuko Inoue
Miyako là chủ tịch của Miyakodo. Bà là người bạn cũ của cả Shigemoto và Koga.
Hana Ginji (銀次ハナ Ginji Hana)
Lồng tiếng bởi: Hiyori Kono

Nishina (仁科)
Lồng tiếng bởi: Hiroshi Naka
Nishina là trợ lý và người chăm sóc của Ginji. Trước đây, ông từng là một kỹ sư làm việc cho chính phủ.
Akane Makino (槇野あかね Makino Akane)
Lồng tiếng bởi: Yurina Amami
Akane là một ma pháp thiếu nữ làm việc tại APDA. Kana được phân công làm người hướng dẫn cho cô trong quá trình đào tạo thực chiến.

## Truyền thông

### Manga
Được viết bởi Sekka Iwata và do Yu Aoki phụ trách vẽ minh họa, Kabushiki Gaisha Majirumie đã được đăng dài kỳ trên trang web và ứng dụng di động Shōnen Jump+ của Shueisha từ ngày 20 tháng 10 năm 2021 đến ngày 9 tháng 7 năm 2025. Các chương truyện riêng lẻ đã được tập hợp thành những tập tankōbon, với tập đầu tiên phát hành vào ngày 4 tháng 2 năm 2022.
Dịch vụ Manga Plus của Shueisha hiện đang phát hành bộ truyện phiên bản tiếng Anh dưới dạng kỹ thuật số. Viz Media đã mua bản quyền của bộ truyện dành cho khu vực Bắc Mỹ và bắt đầu xuất bản bộ truyện dưới tên Magilumiere Magical Girls Inc. vào đầu năm 2024.
Vào ngày 30 tháng 1 năm 2025, Nhà xuất bản Kim Đồng đã đưa ra thông báo về việc mua bản quyền và phát hành bộ truyện này tại thị trường Việt Nam với tên dự kiến là Công ty Ma pháp thiếu nữ Magilumiere.

#### Danh sách tập truyện
| #  | Phát hành tiếng Nhật | Phát hành tiếng Nhật | Phát hành tiếng Việt | Phát hành tiếng Việt |
| #  | Ngày phát hành       | ISBN                 | Ngày phát hành       | ISBN                 |
| -- | -------------------- | -------------------- | -------------------- | -------------------- |
| 1  | 4 tháng 2 năm 2022   | 978-4-08-883028-5    | —                    | —                    |
| 2  | 2 tháng 5 năm 2022   | 978-4-08-883133-6    | —                    | —                    |
| 3  | 4 tháng 7 năm 2022   | 978-4-08-883219-7    | —                    | —                    |
| 4  | 2 tháng 9 năm 2022   | 978-4-08-883243-2    | —                    | —                    |
| 5  | 4 tháng 11 năm 2022  | 978-4-08-883330-9    | —                    | —                    |
| 6  | 3 tháng 2 năm 2023   | 978-4-08-883481-8    | —                    | —                    |
| 7  | 2 tháng 5 năm 2023   | 978-4-08-883540-2    | —                    | —                    |
| 8  | 4 tháng 8 năm 2023   | 978-4-08-883679-9    | —                    | —                    |
| 9  | 4 tháng 10 năm 2023  | 978-4-08-883734-5    | —                    | —                    |
| 10 | 4 tháng 12 năm 2023  | 978-4-08-883735-2    | —                    | —                    |
| 11 | 4 tháng 4 năm 2024   | 978-4-08-884003-1    | —                    | —                    |
| 12 | 4 tháng 6 năm 2024   | 978-4-08-884058-1    | —                    | —                    |
| 13 | 4 tháng 9 năm 2024   | 978-4-08-884201-1    | —                    | —                    |
| 14 | 4 tháng 10 năm 2024  | 978-4-08-884230-1    | —                    | —                    |
| 15 | 4 tháng 1 năm 2025   | 978-4-08-884293-6    | —                    | —                    |
| 16 | 4 tháng 4 năm 2025   | 978-4-08-884549-4    | —                    | —                    |
| 17 | 4 tháng 6 năm 2025   | 978-4-08-884641-5    | —                    | —                    |
| 18 | 4 tháng 9 năm 2025   | 978-4-08-884736-8    | —                    | —                    |

#### Các chương chưa được đưa vào tập tankōbon
Những chương truyện này vẫn chưa được xuất bản trong các tập tankōbon. Nhưng chúng đã được đăng dài kỳ trên Shōnen Jump+.
1. Boku no Mahō (僕の魔法 Boku no Mahō?)
2. Kana no Mahō (カナの魔法 Kana no Mahō?)
3. Saigo no Mahō (最後の魔法 Saigo no Mahō?)
4. Owari to Hajimari 1 (終わりと始まり① Owari to Hajimari 1?)
5. Owari to Hajimari 2 (終わりと始まり② Owari to Hajimari 2?)

### Anime
Một bộ anime truyền hình chuyển thể đã được công bố vào ngày 29 tháng 11 năm 2023. Bộ phim do Moe và J.C.Staff sản xuất, Masahiro Hiraoka đóng vai trò là đạo diễn của bộ phim, phần kịch bản do Shingo Nagai chắp bút, thiết kế nhân vật bởi Hidehiro Asama và phần âm nhạc được sáng tác bởi Makoto Miyazaki. Bộ anime phát sóng từ ngày 4 tháng 10 đến ngày 20 tháng 12 năm 2024 trong khung giờ Friday Anime Night trên Nippon TV và các kênh liên kết. Ca khúc chủ đề mở đầu là "Order Made" (オーダーメイド Ōdāmeido) do Mafumafu trình bày, trong khi ca khúc chủ đề kết thúc là "Workout" (ワークアウト Wākuauto) do syudou thể hiện. Amazon Prime Video đã mua bản quyền phát sóng toàn cầu cho bộ phim.
Sau khi tập cuối được phát sóng, phần thứ hai của bộ anime đã được công bố ngay sau đó.

#### Danh sách tập phim
| TT. | Tiêu đề                                                                                      | Đạo diễn         | Kịch bản phân cảnh                               | Ngày phát hành gốc   |
| --- | -------------------------------------------------------------------------------------------- | ---------------- | ------------------------------------------------ | -------------------- |
| 1   | Chuyển ngữ: "Kabushiki Gaisha Majirumie e Yōkoso" (tiếng Nhật: 株式会社マジルミエへようこそ) | Masahiro Hiraoka | Masahiro Hiraoka                                 | 4 tháng 10 năm 2024  |
| 2   | Chuyển ngữ: "Hōki nan te Rakushō da kara" (tiếng Nhật: ホーキなんて楽勝だから)               | Nana Fujiwara    | Akira Naito Masahiro Hiraoka                     | 11 tháng 10 năm 2024 |
| 3   | Chuyển ngữ: "Uchi no Bigaku" (tiếng Nhật: ウチの美学)                                        | Fumihiro Ueno    | Junichi Sakata Masahiro Hiraoka Yoshikazu Miyao  | 18 tháng 10 năm 2024 |
| 4   | Chuyển ngữ: "Hoihoi deki ta daro" (tiếng Nhật: ホイホイできただろ)                           | Kazuma Komatsu   | Hiroshi Ikehata Masahiro Hiraoka Yoshikazu Miyao | 25 tháng 10 năm 2024 |
| 5   | Chuyển ngữ: "Kyōdō Gyōmu" (tiếng Nhật: 協働業務)                                             | Makoto Sokuza    | Masahiro Hiraoka Akira Naito Yoshikazu Miyao     | 1 tháng 11 năm 2024  |
| 6   | Chuyển ngữ: "Miyakodō no Mahō Shōjo" (tiếng Nhật: ミヤコ堂の魔法少女)                        | Teru Ishii       | Teru Ishii Masahiro Hiraoka Yoshikazu Miyao      | 8 tháng 11 năm 2024  |
| 7   | Chuyển ngữ: "Kekka to Bigaku" (tiếng Nhật: 結果と美学)                                       | Kōzō Kaihō       | Yōhei Suzuki Masahiro Hiraoka Yoshikazu Miyao    | 15 tháng 11 năm 2024 |
| 8   | Chuyển ngữ: "Mahō Gyōkai Ekisupo" (tiếng Nhật: 魔法業界EXPO)                                 | Nana Fujiwara    | Akira Naito Masahiro Hiraoka Yoshikazu Miyao     | 22 tháng 11 năm 2024 |
| 9   | Chuyển ngữ: "Nakama" (tiếng Nhật: 仲間)                                                      | Fumihiro Ueno    | Junichi Sakata Masahiro Hiraoka                  | 29 tháng 11 năm 2024 |
| 10  | Chuyển ngữ: "Ginji-san" (tiếng Nhật: 銀次さん)                                               | Shūji Miyazaki   | Shūji Miyazaki Masahiro Hiraoka                  | 6 tháng 12 năm 2024  |
| 11  | Chuyển ngữ: "Akane Sanzen" (tiếng Nhật: アカネ燦然)                                          | Makoto Sokuza    | Kōichi Takata Masahiro Hiraoka                   | 13 tháng 12 năm 2024 |
| 12  | Chuyển ngữ: "Hitori to Chīmu" (tiếng Nhật: 一人とチーム)                                     | Kōzō Kaihō       | Kōichi Ōhata Masahiro Hiraoka                    | 20 tháng 12 năm 2024 |

## Đón nhận
Masaki Endo từ tờ Tsutaya News cho rằng bộ truyện có nét độc đáo so với các tác phẩm thuộc thể loại ma pháp thiếu nữ, anh cũng khen ngợi sự cân bằng giữa yếu tố giả tưởng và hiện thực. Makoto Kitani đến từ tạp chí Da Vinci, anh đánh giá cao yếu tố hài hước của câu chuyện cũng như phần hình ảnh và cũng nhận xét rằng cốt truyện mang màu sắc riêng biệt trong dòng truyện ma pháp thiếu nữ. Steven Blackburn từ Screen Rant dành nhiều lời khen cho bộ truyện, đặc biệt là các khoảnh khắc hài hước. Anh cũng nhận xét rằng tác phẩm đã làm tốt ở một vài điểm và ví tác phẩm như một sự trào phúng đối với Sailor Moon.
Bộ truyện đã nhận được đề cử tại Giải thưởng Tsugi ni kuru Manga Taishō năm 2022 ở hạng mục web manga và xếp ở vị trí thứ ba trong tổng số 50 tác phẩm đề cử.